# NGC 5084
NGC 5084 (другие обозначения — ESO 576-33, MCG -4-32-4, PGC 46525) — линзообразная галактика (S0) в созвездии Дева.
Галактика состоит из линзы и внешнего диска, которые различаются как по своим динамическим свойствам, так и по ориентации.
Этот объект входит в число перечисленных в оригинальной редакции «Нового общего каталога».